# Dim Probs
Dim Probs je očekávané deváté sólové studiové album velšského hudebníka Gruffa Rhyse. Jeho vydání je naplánováno na 12. září 2025, kdy jej uvede společnost Rock Action Records. Jde o Rhysovo první album vydané tímto vydavatelstvím. Po albech Yr Atal Genhedlaeth (2005) a Pang! (2019) jde o jeho třetí plnohodnotné album nazpívané ve velštině. Nahráno bylo v roce 2024 v Bristolu s producentem Alim Chantem. Autorem obalu alba je Pete Fowler. Vydání alba bylo oznámeno v červnu 2025, kdy byl zároveň zveřejněn první singl nazvaný „Chwyn Chwyldroadol!“ Na albu dále hrají členové Rhysovy doprovodné skupiny (Kliph Scurlock, Osian Gwynedd, Huw V Williams a Gavin Fitzjohn) a v první singlu zpívají Cate Le Bon a H. Hawkline.

## Seznam skladeb
1. Pan Ddaw’r Haul I Fore
2. Cân I’r Cymylau
3. Saf Ar Dy Sedd
4. Taro #1 + #2
5. Dos Amdani
6. Chwyn Chwyldroadol!
7. Cyflafan
8. Dim Probs
9. Adar Gwyn
10. Gadael Fi Fynd
11. law
12. Acw

## Obsazení
- Gruff Rhys
- Kliph Scurlock
- Osian Gwynedd
- Huw V Williams
- Gavin Fitzjohn
- Cate Le Bon
- H. Hawkline